# ملاتقی
ملاتقی، روستایی از توابع بخش مرکزی شهرستان گنبد کاووس در استان گلستان ایران است.

## جمعیت
این روستا در دهستان فجر قرار دارد و براساس سرشماری مرکز آمار ایران در سال ۱۳۸۵، جمعیت آن ۱٬۹۶۴ نفر (۴۷۳خانوار) بوده‌است.